# We're Almost There
 (mars 2025).
Si vous disposez d'ouvrages ou d'articles de référence ou si vous connaissez des sites web de qualité traitant du thème abordé ici, merci de compléter l'article en donnant les références utiles à sa vérifiabilité et en les liant à la section « Notes et références ».
Singles de Michael Jackson
Music and Me
(1973) Just a Little Bit of You 
(1975)
We're Almost There est un single du chanteur américain Michael Jackson sorti le 17 février 1975. Il s'agit du premier single extrait de son quatrième album solo Forever, Michael.

## Classements
| Classement (1975)                           | Meilleure position |
| ------------------------------------------- | ------------------ |
| Royaume-Uni (UK Singles Chart)              | 46                 |
| États-Unis (Billboard Hot 100)              | 54                 |
| États-Unis (Billboard Hot R&B/Hip-Hop Songs | 7                  |

| Classement (2009) | Meilleure position |
| ----------------- | ------------------ |
| Italie (FIMI)     | 9                  |

## Crédits
- Michael Jackson – chant, chœurs
- Produit par Brian Holland